# Peter Rolf Lutzeier
Peter Rolf Lutzeier (* 11. August 1948 in Stuttgart) ist ein deutscher Linguist und Hochschullehrer.

## Leben und Wirken
Nach seiner Reifeprüfung 1967 in Stuttgart studierte Peter Rolf Lutzeier von 1967 bis 1972 Mathematik und Linguistik an der Universität Stuttgart. Nach seiner Diplomprüfung arbeitete er von 1971 bis 1974 am Institut für Linguistik dieser Universität. Im Jahre 1974 promovierte er im Fach Linguistik mit einer Dissertation über Der „Aspekt“ Welt als Einstieg zu einem nützlichen Kontextbegriff für eine natürliche Sprache bei Christian Rohrer. Anschließend studierte er dann von 1974 bis 1976 Philosophie an der University of Oxford (Merton College) und erwarb dort 1977 den Grad eines Master of Letters. Von 1976 bis 1981 war er als wissenschaftlicher Assistent an der Freien Universität Berlin tätig, wo er sich 1980 für das Gebiet der Linguistik habilitierte. Es folgten Lehrtätigkeiten an der Universität Köln und der FU Berlin sowie Gastdozenturen bzw. Vertretungsprofessuren in Deutschland, den USA und Großbritannien. 1989 übernahm er eine Professur für Germanistische Linguistik an der Universität München. Von 2010 bis 2016 lehrte er an der Birmingham Newman University und war dort zuletzt Vizekanzler dieser Hochschule.
Neben seinen Veröffentlichungen zur Linguistik und Lexikologie ist besonders sein dreibändiges Wörterbuch des Gegensinns im Deutschen hervorzuheben.

## Veröffentlichungen (Auswahl)
- Modelltheorie für Linguisten (= Romanistische Arbeitshefte. Bd. 7). Niemeyer, Tübingen 1973, ISBN 3-484-50066-2.
- Word und Feld. Wortsemantische Fragestellungen mit besonderer Berücksichtigung des Wortfeldbegriffes (= Linguistische Arbeiten. Bd. 107). Niemeyer, Tübingen 1981, ISBN 3-484-30103-1 (= Habilitationsschrift Freie Universität Berlin).
- Linguistische Semantik (= Sammlung Metzler, Abt. C. Bd. 219). Metzler, Stuttgart 1985, ISBN 3-476-10219-X.
- Major pillars of German syntax. An introduction to CRMS-theory (= Linguistische Arbeiten. Bd. 258). Niemeyer, Tübingen 1991, ISBN 3-484-30258-5.
- (Hrsg.): Studien zur Wortfeldtheorie (= Linguistische Arbeiten, Bd. 288). Niemeyer, Tübingen 1993, ISBN 3-484-30288-7.
- Lexikologie. Ein Arbeitsbuch. Stauffenburg-Verlag, Tübingen 1995, ISBN 3-86057-270-9.
- Lexikologie (= Studienbibliographien Sprachwissenschaft. Bd. 22). Groos, Heidelberg 1997, ISBN 3-87276-810-7.
- (Hrsg.): German studies – old and new challenges. Undergraduate programmes in the United Kingdom and the Republic of Ireland (= German linguistic and cultural studies. Bd. 1). Lang, Bern 1998, ISBN 3-906757-59-5.
- (Mithrsg.): Lexikologie. Ein internationales Handbuch zur Natur und Struktur von Wörtern und Wortschätzen (= Handbücher zur Sprach- und Kommunikationswissenschaft. Bd. 21,2). de Gruyter, Berlin 2005, ISBN 3-11-017147-3.
- Wörterbuch des Gegensinns im Deutschen. Drei Bände. de Gruyter, Berlin 2007–2018.